# فرانك باتلر (لاعب كرة قاعدة)
فرانك باتلر (بالإنجليزية: Frank Butler)‏ هو لاعب كرة قاعدة أمريكي، ولد في 18 يوليو 1860 في سافانا في الولايات المتحدة، وتوفي في 18 يوليو 1945 في جاكسونفيل في الولايات المتحدة.

## وصلات خارجية
- فرانك باتلر على موقعبيزبول رفرنس.كوم (الدوري الرئيسي) (الإنجليزية)
- فرانك باتلر على موقعبيزبول رفرنس.كوم (الدوري الثانوي) (الإنجليزية)